# Австрия на зимних Паралимпийских играх 2014
Австрия на зимних Паралимпийских играх 2014 года была представлена 13-ю спортсменами в трёх видах спорта. Наибольшего успеха на Играх добился горнолыжник Маркус Зальхер, завоевавший две золотые и одну бронзовую медали.

## Медали
| Золото  |                   |                                                      |          |
| №       | Спортсмены        | Вид спорта (дисциплина)                              | Дата     |
| 1       | Маркус Зальхер    | Горнолыжный спорт (мужчины, скоростной спуск, стоя)  | 8 марта  |
| 2       | Маркус Зальхер    | Горнолыжный спорт (мужчины, супергигант, стоя)       | 9 марта  |
| Серебро |                   |                                                      |          |
| №       | Спортсмены        | Вид спорта (дисциплина)                              | Дата     |
| 1       | Маттиас Ланцингер | Горнолыжный спорт (мужчины, супергигант, стоя)       | 9 марта  |
| 2       | Клаудиа Лёш       | Горнолыжный спорт (женщины, супергигант, сидя)       | 10 марта |
| 3       | Маттиас Ланцингер | Горнолыжный спорт (мужчины, суперкомбинация, стоя)   | 11 марта |
| 4       | Филипп Бонадиман  | Горнолыжный спорт (мужчины, слалом, сидя)            | 13 марта |
| 5       | Клаудиа Лёш       | Горнолыжный спорт (женщины, гигантский слалом, сидя) | 16 марта |
| Бронза  |                   |                                                      |          |
| №       | Спортсмены        | Вид спорта (дисциплина)                              | Дата     |
| 1       | Роман Рабль       | Горнолыжный спорт (мужчины, суперкомбинация, сидя)   | 11 марта |
| 2       | Роман Рабль       | Горнолыжный спорт (мужчины, слалом, сидя)            | 13 марта |
| 3       | Маркус Зальхер    | Горнолыжный спорт (мужчины, гигантский слалом, сидя) | 15 марта |
| 4       | Роман Рабль       | Горнолыжный спорт (мужчины, гигантский слалом, сидя) | 15 марта |

| Медали по видам спорта | Медали по видам спорта | Медали по видам спорта | Медали по видам спорта | Медали по видам спорта |
| ---------------------- | ---------------------- | ---------------------- | ---------------------- | ---------------------- |
| Вид спорта             | 1                      | 2                      | 3                      | Итого                  |
| Горнолыжный спорт      | 2                      | 5                      | 4                      | 10                     |
| Всего                  | 2                      | 5                      | 4                      | 10                     |

## Результаты

### Биатлон
Мужчины
| Соревнование | Класс | Спортсмены   | Стрельба | Время   | Место |
| ------------ | ----- | ------------ | -------- | ------- | ----- |
| 7,5 км       | Стоя  | Михаэль Курц | 1+0      | 22:50,3 | 12    |
| 12,5 км      | Стоя  | Михаэль Курц | 4+2+0+0  | 34:50,1 | 15    |
| 15 км        | Стоя  | Михаэль Курц | 1+4+1+1  | 49:16,9 | 16    |

### Горнолыжный спорт
Мужчины
| Соревнование      | Класс | Спортсмены        | Скоростной спуск/ 1 спуск | Скоростной спуск/ 1 спуск | Слалом/ 2 спуск | Слалом/ 2 спуск | Всего   | Место |
| Соревнование      | Класс | Спортсмены        | Время                     | Место                     | Время           | Место           | Всего   | Место |
| ----------------- | ----- | ----------------- | ------------------------- | ------------------------- | --------------- | --------------- | ------- | ----- |
| Скоростной спуск  | Стоя  | Маркус Зальхер    | Не проводится             | Не проводится             | Не проводится   | Не проводится   | 1:24,35 | 1     |
| Скоростной спуск  | Стоя  | Маттиас Ланцингер | Не проводится             | Не проводится             | Не проводится   | Не проводится   | 1:25,57 | 4     |
| Скоростной спуск  | Сидя  | Роман Рабль       | Не проводится             | Не проводится             | Не проводится   | Не проводится   | 1:25,35 | 4     |
| Слалом            | Стоя  | Томас Грохар      | 51,09                     | 11                        | 52,60           | 4               | 1:43,69 | 5     |
| Слалом            | Стоя  | Мартин Вюрц       | 51,08                     | 10                        | 55,32           | 9               | 1:46,40 | 9     |
| Слалом            | Стоя  | Мартин Фальх      | 54,22                     | 16                        | 57,87           | 13              | 1:52,09 | 13    |
| Слалом            | Сидя  | Филипп Бонадиман  | 54,59                     | 3                         | 1:01,87         | 5               | 1:56,46 | 2     |
| Слалом            | Сидя  | Роман Рабль       | 55,79                     | 5                         | 1:00,85         | 2               | 1:56,64 | 3     |
| Слалом            | Сидя  | Дитмар Дорн       | 56,62                     | 7                         | 1:03,59         | 9               | 2:00,21 | 9     |
| Слалом            | Сидя  | Андреас Капфингер | 1:02,27                   | 18                        | 1:10,1          | 12              | 2:12,38 | 12    |
| Гигантский слалом | Стоя  | Маркус Зальхер    | 1:15,95                   | 2                         | 1:12,19         | 3               | 2:28,14 | 3     |
| Гигантский слалом | Стоя  | Мартин Вюрц       | 1:20,93                   | 9                         | 1:15,78         | 8               | 2:36,71 | 7     |
| Гигантский слалом | Стоя  | Мартин Фальх      | 1:22,95                   | 16                        | 1:17,25         | 11              | 2:40,20 | 11    |
| Гигантский слалом | Стоя  | Томас Грохар      | DNF                       | DNF                       | DNF             | DNF             | —       | —     |
| Гигантский слалом | Стоя  | Маттиас Ланцингер | DNF                       | DNF                       | DNF             | DNF             | —       | —     |
| Гигантский слалом | Сидя  | Роман Рабль       | 1:18,87                   | 3                         | 1:14,44         | 3               | 2:33,31 | 3     |
| Гигантский слалом | Сидя  | Дитмар Дорн       | 1:25,33                   | 18                        | 1:21,50         | 15              | 2:46,83 | 15    |
| Супергигант       | Стоя  | Маркус Зальхер    | Не проводится             | Не проводится             | Не проводится   | Не проводится   | 1:20,92 | 1     |
| Супергигант       | Стоя  | Маттиас Ланцингер | Не проводится             | Не проводится             | Не проводится   | Не проводится   | 1:21,33 | 2     |
| Супергигант       | Стоя  | Томас Грохар      | Не проводится             | Не проводится             | Не проводится   | Не проводится   | DNF     | —     |
| Супергигант       | Сидя  | Филипп Бонадиман  | Не проводится             | Не проводится             | Не проводится   | Не проводится   | 1:26,84 | 8     |
| Супергигант       | Сидя  | Роман Рабль       | Не проводится             | Не проводится             | Не проводится   | Не проводится   | DNF     | —     |
| Суперкомбинация   | Стоя  | Маттиас Ланцингер | 52,43                     | 3                         | 1:18,39         | 1               | 2:10,82 | 2     |
| Суперкомбинация   | Стоя  | Мартин Вюрц       | 54,55                     | 8                         | 1:23,39         | 10              | 2:17,94 | 7     |
| Суперкомбинация   | Стоя  | Томас Грохар      | 55,46                     | 10                        | 1:25,92         | 14              | 2:21,38 | 11    |
| Суперкомбинация   | Сидя  | Роман Рабль       | 58,71                     | 1                         | 1:21,49         | 5               | 2:20,20 | 3     |
| Суперкомбинация   | Сидя  | Дитмар Дорн       | DNF                       | DNF                       | DNF             | DNF             | —       | —     |
| Суперкомбинация   | Сидя  | Филипп Бонадиман  | DSQ                       | DSQ                       | DSQ             | DSQ             | —       | —     |

Сноуборд-кросс
| Соревнование   | Класс | Спортсмены | 1 спуск | 1 спуск | 2 спуск | 2 спуск | 3 спуск | 3 спуск | Всего   | Место |
| Соревнование   | Класс | Спортсмены | Время   | Место   | Время   | Место   | Время   | Место   | Всего   | Место |
| -------------- | ----- | ---------- | ------- | ------- | ------- | ------- | ------- | ------- | ------- | ----- |
| Сноуборд-кросс | Стоя  | Георг Шваб | 1:34,94 | 29      | 1:54,47 | 32      | 1:35,63 | 30      | 3:10,57 | 33    |

Женщины
| Соревнование      | Класс | Спортсмены  | Скоростной спуск/ 1 спуск | Скоростной спуск/ 1 спуск | Слалом/ 2 спуск | Слалом/ 2 спуск | Всего   | Место |
| Соревнование      | Класс | Спортсмены  | Время                     | Место                     | Время           | Место           | Всего   | Место |
| ----------------- | ----- | ----------- | ------------------------- | ------------------------- | --------------- | --------------- | ------- | ----- |
| Скоростной спуск  | Сидя  | Клаудиа Лёш | Не проводится             | Не проводится             | Не проводится   | Не проводится   | DNF     | —     |
| Слалом            | Сидя  | Клаудиа Лёш | 1:13,83                   | 5                         | 1:10,72         | 5               | 2:24,55 | 5     |
| Гигантский слалом | Сидя  | Клаудиа Лёш | 1:36,09                   | 5                         | 1:19,82         | 2               | 2:55,91 | 2     |
| Супергигант       | Сидя  | Клаудиа Лёш | Не проводится             | Не проводится             | Не проводится   | Не проводится   | 1:31,20 | 2     |
| Суперкомбинация   | Сидя  | Клаудиа Лёш | 1:05,12                   | 3                         | DNF             | DNF             | —       | —     |

### Лыжные гонки
Мужчины
Спринтерские гонки
| Соревнование | Класс | Спортсмены   | Квалификация | Квалификация | Полуфинал            | Полуфинал            | Полуфинал            | Финал                | Финал                | Итоговое место |
| Соревнование | Класс | Спортсмены   | Время        | Место        | Забег                | Время                | Место                | Время                | Место                | Итоговое место |
| ------------ | ----- | ------------ | ------------ | ------------ | -------------------- | -------------------- | -------------------- | -------------------- | -------------------- | -------------- |
| 1 км         | Стоя  | Михаэль Курц | 4:28,34      | 27           | Завершил выступление | Завершил выступление | Завершил выступление | Завершил выступление | Завершил выступление | 27             |

Дистанционные гонки
| Соревнование | Класс | Спортсмены   | Время     | Место |
| ------------ | ----- | ------------ | --------- | ----- |
| 10 км        | Стоя  | Михаэль Курц | 28:37,7   | 13    |
| 20 км        | Стоя  | Михаэль Курц | 1:00:29,7 | 10    |